# Mary Boleyn
Mary Boleyn, angleška plemkinja, * 1499/1500, Blickling Hall, Norfolk, Anglija, † 19. junij 1543.
Bila je starejša sestra angleške kraljice Anne Boleyn, žene kralja Henrika VIII. Sama je bila Henrikova ljubimka v obdobju približno med letoma 1521 in 1526, v tem času naj bi mu rodila tudi dva otroka, ki pa ju kralj za razliko od nezakonskega sina z Elizabeth Blount ni priznal. Leta 1520 se je poročila z dvorjanom Williamom Careyjem, po njegovi smrti pa, na skrivaj, z Williamom Staffordom, ki ni bil plemič. Ta skrivna poroka z neuglednim moškim je razjezila Henrika in njeno sestro, zato je bila izgnana z dvora.
1. ↑  GeneaStar
2. ↑  http://englishhistory.net/tudor/citizens/mary-boleyn/
3. ↑  http://www.theanneboleynfiles.com/19-july-1543-death-mary-boleyn/
4. ↑  http://www.theanneboleynfiles.com/bios/tudor-characters-competition/mary-boleyn-by-karissa-baker/